# فهرست فصل‌های باشگاه فوتبال ذوب‌آهن اصفهان
جدول زیر عملکرد کلی ذوب‌آهن را در دههٔ ۱۳۸۰ و دههٔ ۱۳۹۰ نشان می‌دهد.
| فصل     | رتبه در لیگ برتر | جام حذفی   | لیگ قهرمانان آسیا |
| ------- | ---------------- | ---------- | ----------------- |
| ۸۱–۱۳۸۰ | ۶ام              | ۱/۴ نهایی  | راه نیافت         |
| ۸۲–۱۳۸۱ | ۸ام              | قهرمان     | راه نیافت         |
| ۸۳–۱۳۸۲ | ۴ام              | نیمه نهایی | مرحله گروهی       |
| ۸۴–۱۳۸۳ | نایب قهرمان      | ۱/۸ نهایی  | راه نیافت         |
| ۸۵–۱۳۸۴ | ۶ام              | ۱/۸ نهایی  | راه نیافت         |
| ۸۶–۱۳۸۵ | ۸ام              | ۱/۱۶ نهایی | راه نیافت         |
| ۸۷–۱۳۸۶ | ۶ام              | ۱/۸ نهایی  | راه نیافت         |
| ۸۸–۱۳۸۷ | نایب قهرمان      | قهرمان     | راه نیافت         |
| ۸۹–۱۳۸۸ | نایب قهرمان      | نیمه نهایی | نایب قهرمان       |
| ۹۰–۱۳۸۹ | ۳وم              | ۱/۱۶ نهایی | ۱/۴ نهایی         |
| ۹۱–۱۳۹۰ | ۶ام              | ۱/۸ نهایی  | پلی‌آف             |
| ۹۲–۱۳۹۱ | ۱۴ام             | ۱/۴ نهایی  | راه نیافت         |
| ۹۳–۱۳۹۲ | ۱۳ام             | ۱/۴ نهایی  | راه نیافت         |
| ۹۴–۱۳۹۳ | ۴ام              | قهرمان     | راه نیافت         |
| ۹۵–۱۳۹۴ | ۶ام              | قهرمان     | ۱/۸ نهایی         |
| ۹۶–۱۳۹۵ | ۴ام              | نیمه نهایی | مرحله گروهی       |
| ۹۷–۱۳۹۶ | نایب قهرمان      | ۱/۱۶ نهایی | ۱/۸ نهایی         |
| ۹۸–۱۳۹۷ | ۶ام              | ۱/۱۶ نهایی | در حال برگزاری    |